# Shtetl
 (août 2024).

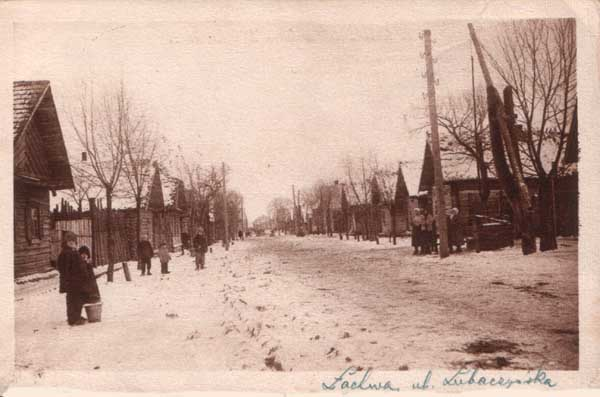
Le shtetl de Lakhva, en Pologne, en 1926.

Un shtetl (ou schtetl, ou stetl, du yiddish שטעטל chtetl/schtetl, au pluriel שטעטלעך, chtetlekh/schtetlech, allemand dialectal : Städtel/Städtl/Städtle/Städtli, « petite ville », allemand standard : Städtchen/Städtlein, « petite ville ») est une petite ville, un grand « village » (proprement dorf en yiddish comme en allemand) ou un quartier juif en Europe de l'Est avant la Seconde Guerre mondiale.
Les shtetls ont disparu d'Europe à la suite de la collectivisation soviétique et de l'extermination des Juifs par l'Allemagne nazie.

## Description, historique

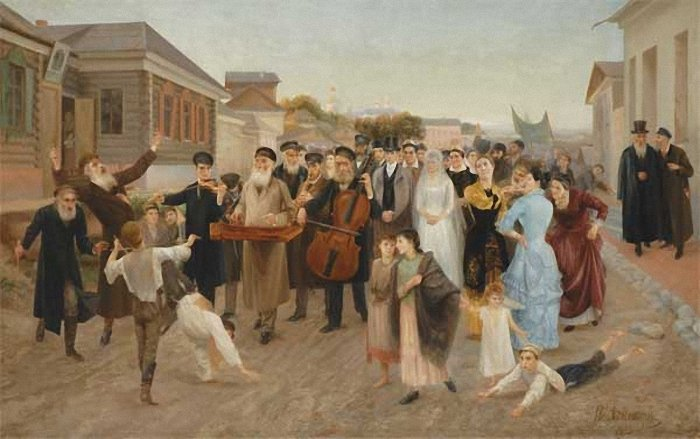
Un mariage juif, accompagné d'un orchestre de musique klezmer dans un shtetl en Russie, tableau de Isaac Asknaziy, 1893.

Un shtetl pouvait abriter de 1 000 à 20 000 personnes. La langue parlée dans les shtetlech était principalement le yiddish. Le shtetl vivait en quasi-autarcie, avec un mode de production proche de celui du système du mir chez les chrétiens et des kibboutz d'après-guerre. La plupart du temps les constructions étaient en bois, synagogue incluse.
Les shtetls datent pour la plupart de la fin du Moyen Âge, lorsque des communautés chassées du monde germanique et dans une moindre mesure d'Espagne ont trouvé refuge dans l'Union polono-lituanienne et la Moldavie alors plus tolérantes, soit un vaste territoire que les exégètes ont appelé le « Yiddishland » mais les historiens, qui réservent le terme de Yiddishland à un ensemble linguistique et culturel, préfèrent nommer ce territoire « zone de résidence ». Celle-ci comprend les États actuels de Pologne, des Pays baltes, de Biélorussie, d'Ukraine, de Moldavie et de Roumanie orientale.
Au XIXe siècle, les shtetls étaient particulièrement nombreux en Galicie devenue en 1772 autrichienne, où leurs habitants, souvent des Hassidim, ne furent pas inquiétés, mais aussi en Podolie et Bessarabie, appartenant à l'Empire russe, où ils furent l'objet de pogroms, ce qui incita beaucoup de leurs résidents à émigrer, essentiellement vers les États-Unis. Cette émigration s'accentua à la suite de la promulgation des oukazes de 1882 du tsar Alexandre III visant à regrouper de force les Juifs russes dans des petites villes. 
De 1923 à 1938, l'Union soviétique transforme ses shtetls en « colonies agricoles juives ». Une organisation reconstruction travail (ORT) fut créée pour mettre les sans-abri au travail, financer les nouveaux couples, les chtcharachkas (colonies d'orphelins) et les intellectuels démunis (pourvu qu'ils fussent bolcheviks), et, concernant les shtetls, pour « normaliser la vie juive » en laïcisant progressivement et en intégrant les Juifs dans la société soviétique et l'activité économique collective, dans le cadre de la « nouvelle politique économique » de Lénine. Plus tard, avec la collectivisation forcée de Staline et après la grande famine des années 1930 qui n'épargne pas les schtetlech, un grand nombre de leurs habitants se sauvent vers la Pologne ou vers la Bessarabie alors roumaine, où ceux qui ne se sont pas fait prendre (et envoyer au Goulag ou au Birobidjan) ne sont pas les bienvenus, mais sont pris en charge par l'office Nansen : les plus chanceux pourront gagner l'Occident ou l'Amérique du Nord. En 1938, il ne reste rien du travail de l'ORT et les schtetlech sont devenus des kolkhozes comme les autres. Cette période est mieux connue notamment depuis la découverte de centaines de plaques photographiques parmi les archives de l'ORT-France par Serge Klarsfeld.
La zone de résidence correspond aux territoires baltes, polonais et soviétiques occupés par le Reich nazi et par ses satellites roumain ou hongrois. Très peu de Juifs purent fuir assez vite devant les armées de l'Axe pour ne pas être pris dans la zone occupée. Au cours de la Shoah, alors que les juifs citadins étaient généralement déportés vers les camps de concentration, de travail ou d'extermination, la plupart des Juifs habitant encore dans les shtetls furent massacrés par les Einsatzgruppen dans ce que l'on a appelé la « Shoah par balles ». Les shtetls vidés de leurs habitants furent souvent détruits par le feu, mais certains, restés debout, furent repeuplés après la guerre, par des non-juifs restés sans abri à la suite des destructions.